# Ohad Knoller
Pour les articles homonymes, voir Knoller.
Ohad Knoller (en hébreu : אוהד קנולר) est un acteur israélien né le 28 septembre 1976 . Il est marié avec Noa Raban. Il a été remarqué dans le rôle du disquaire Noam, l'amoureux du Palestinien Ashraf (Yousef Sweid) dans The Bubble.

## Filmographie
- 1995 : Sous l'arbre Domin (en) (Etz Hadomim Tafus) d'Eli Cohen (en) : Yurek
- 2002 : Yossi et Jagger (Yossi Ve Jager) d'Eytan Fox : Yossi
- 2004 : Shnat Effes de Joseph Pitchhadze : l'employé de banque
- 2004 : Delusions de Etsion Nimrod et Lachmi Saar : Avi
- 2005 : Munich de Steven Spielberg : un membre du commando
- 2006 : The Bubble d'Eytan Fox : Noam
- 2007 : Beaufort de Joseph Cedar : Ziv Faran, le démineur
- 2007 : Redacted de Brian De Palma : le psychiatre de l'armée
- 2008 : Halakeh de Avigail Sperber : Yoni
- 2011 : We Are Not Alone (Anachnu lo levad) de Lior Har-Lev : Eddy
- 2012 : Yossi (Ha-Sippur Shel Yossi) d'Eytan Fox : Yossi
- 2012 : Urban Tale (Maasiya urbanit) de Eliav Lilti : l'assassin de sa femme
- 2016 : From the Diary of a Wedding Photographer (court métrage) de Nadav Lapid : Y
- 2018 : Operation Finale de Chris Weitz : Ephraim Ilani
- 2019 : The Attaché
- 2020 : Valley of Tears : Colonel Meir Almogi
- 2023 : Golda de Guy Nattiv : le major général Ariel « Arik » Sharon, commandant de la 143e division